# Cotoneaster turcomanicus
Cotoneaster turcomanicus es una especie de planta del género Cotoneaster, perteneciente a la familia Rosaceae.

## Taxonomía
Cotoneaster turcomanicus fue descrita por Antonina Poyárkova en 1961.

## Distribución
Se encuentra en el territorio de Irán y Turkmenistán.